# Шульц, Дональд
Дональд Шульц — известный южно-африканский герпетолог, специалист по змеям и амфибиям, хотя занимается и другими животными. Эта работа привлекала его ещё в детстве, когда он оказался в африканском змеином парке Fitzsimons Snake Park (втором по размерам в мире). С 2002 года жил в США, там же закончил ветеринарную академию в Сан-Диего.
Шульц снимался в нескольких познавательных передачах и сериалах. Программы с его участием: «Охотник за ядом» (Animal Planet), «Скорость жизни», «Со змеями в Лас-Вегасе»
, «Wild Recon».

Я работал со многими смертельными животными в Штатах, я был рад столкнуться с одним из самых ядовитых животных Австралии,— сказал Дональд при встрече с тайпаном, агрессивной ядовитой змеёй из семейства аспидов